# Fonoautógrafo

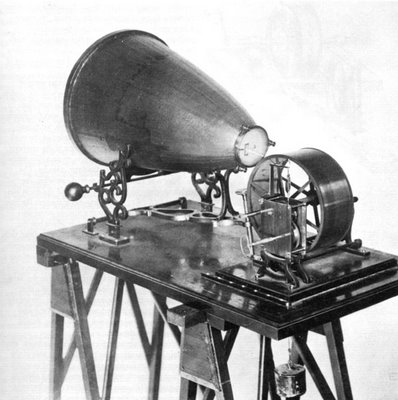
Fonoautógrafo de 1857, primer invento capaz de registrar sonidos

El fonoautógrafo fue el primer dispositivo capaz de grabar sonido, literalmente hablando. El sonido se grababa en forma de una línea con pequeñas variaciones sobre un soporte que constaba de un cilindro "ahumado" con el hollín de una lámpara, aunque después era imposible reproducirlo. A pesar de esta limitación, este artefacto sirvió para demostrar que la grabación de sonido era posible. También se empleaba para experimentar en el campo de la audición.
Previamente, ya se habían obtenido registros de movimientos vibratorios que producen sonido, utilizando diapasones de afinación y otros objetos al entrar en contacto con algún medio que permitía visualizar las ondas; pero nunca de ondas sonoras reales que se propagaban a través del aire u otros medios.
Con este invento, se consiguió transcribir las ondas sonoras, como también las ondulaciones u otras desviaciones, en forma de una línea trazada sobre un papel o un vidrio ennegrecido con humo. Pensado únicamente como un instrumento de laboratorio para el estudio acústico, también se podía utilizar para estudiar y medir visualmente la amplitud y los formas de los ondas de la voz y otros sonidos, o para determinar la frecuencia de un tono musical determinado en comparación con una frecuencia de referencia registrada simultáneamente. No se entendió hasta después del desarrollo del fonógrafo que la onda grabada por el fonoautógrafo era precisamente una grabación de sonido que solo necesitaba un medio de reproducción adecuado para reproducirse.
Al parecer, nadie se dio cuenta antes de la década de 1870 de que las grabaciones, denominadas fonoautogramas, contenían suficiente información acerca del sonido como para poder, en teoría, ser usada para recrearlo. Los fonoautogramas se limitaban a la reproducción de una línea bidimensional insustancial, y la reproducción física directa era imposible para la tecnología de la época.

## Historia
Este artefacto, inventado por el francés Édouard-Léon Scott de Martinville y patentado el 25 de marzo de 1857, fue el primer dispositivo capaz de grabar sonidos. Podía transcribir sonido a un medio visible, aunque no disponía de un modo de ser reproducido después. El aparato consistía de una bocina que recogía las ondas hacia un diafragma al que estaba atado un hilo. Cuando llegaba el sonido, este vibraba y se movía y el sonido podía grabarse en un medio visible. Inicialmente, el fonoautógrafo grababa sobre un cristal ahumado. Una versión posterior usaba un papel también ahumado enrollado en un tambor o cilindro. Otra versión dibujaba una línea representando el sonido en un rollo de papel. 
Esta primera grabadora intentaba imitar la tecnología fotográfica en el arte de fijar sonidos. Al principio, el fonógrafo de Leon Scott de Martinville, más tarde conocido como fonoautógrafo, fue todo un éxito. Llamó mucho la atención de la prensa de su época, pero rápidamente fue dejado de lado porque, al fin y al cabo, su creación todavía no podía reproducir el sonido auditivamente.
Realmente, al inventor francés no le interesó encontrar la forma para reproducir los sonidos tal y como llegó a hacerse después. Su pasión se centraba en fijar y estudiar la "grafía" que dejaban estos sonidos sobre el papel. Por lo tanto, sus estudios significaron el legado de varias muestras de grabaciones realizadas dos décadas antes que las de Edison.
En 2008, estudios de la historia del sonido estadounidenses reprodujeron por primera vez el sonido grabado por un fonoautógrafo.
El equipo logró tener acceso a los papeles con grabaciones del fonoautógrafo de Leon Scott que estaban guardados en la oficina de patentes de la Académie des Sciences francesa. Escanearon el papel en relieve con un sofisticado programa de ordenador desarrollado años antes por la Biblioteca del Congreso estadounidense. Las ondas del papel fueron traducidas por un ordenador a sonidos audibles y reconocibles. Uno de ellos, creado el 9 de abril de 1860 resultó ser una grabación de 10 segundos (de baja fidelidad pero reconocible) de alguien cantando la canción popular francesa "Au Clair de la Lune". Este "fonoautograma" es la primera grabación de sonido conocida así como la primera grabación que es, empíricamente, reproducible. Muy anterior a la grabación de un reloj parlante de Frank Lambert y la de un concierto de Georg Friedrich Händel realizada por la Compañía de Fonógrafos de Edison, que datan de dos y tres décadas después, respectivamente.

## Reproducción del sonido
A mediados de abril de 1877, Charles Cros se había dado cuenta de que la grabación de cualquier ruido a través del fonoautógrafo se podía convertir de nuevo en sonido. Para conseguirlo, se tenía que grabar su trama en una superficie metálica con el objetivo de crear un surco modificable, y después, utilizando una aguja y un diafragma similares a los del fonógrafo, invertir el proceso de la grabación y así recrear el sonido. Antes de poder poner en práctica sus ideas, el anuncio del fonógrafo de Thomas Edison, que consiguió registrar las primeras ondas sonoras, marcándolas verticalmente sobre una lámina metálica que se podía reproducir inmediatamente, relegó temporalmente el método menos directo de Cros.
Diez años más tarde, para realizar sus primeros experimentos, el creador del gramófono Emile Berliner empleó una máquina de grabación que era en esencia un tipo de disco parecido al del fonoautógrafo, que trazaba una clara línea en forma de espiral modulada por el sonido a través de un recubrimiento fino y negro que se encontraba sobre un disco de vidrio. El método propuesto por primera vez por Cros se utilizó en aquel momento para producir un disco de metal con un surco modulado. Probablemente, estos experimentos de 1887 de Berliner fueron las primeras reproducciones de sonido conocidas desde las grabaciones del fonoautógrafo.
Aun así, por lo que se sabe, no se intentó usar este método para reproducir ninguno de los fonoautogramas restantes de Martinville, posiblemente porque las pocas imágenes disponibles en libros y publicaciones periódicas eran, o bien de intensas explosiones cortas de sonido, o bien de áreas fragmentarias de grabaciones más largas, o simplemente sin el detalle necesario para estimular la continuidad del experimento.
Casi 150 años después de haber sido grabados, tal y como se ha explicado anteriormente, los historiadores de audio estadounidenses localizaron ejemplares prometedores de los fonoautogramas de Scott de Martinville, almacenados entre sus papeles de la oficina de patentes de Francia en la Académie des Sciences. Se han obtenido imágenes de alta calidad de estas últimas.